# Cristina y Hugo
El dúo Cristina y Hugo fue un dúo folclórico argentino formado por Cristina Ambrosio y Martín Hugo Lopez.

## Cristina Aída Ambrosio
Nacida el 12 de septiembre de 1950 en Buenos Aires, Argentina. Desde muy temprana edad demostró una aptitud especial para la música, la cual ha pasado por varias generaciones en su familia. Su padre, pianista de tango, decide junto a su esposa que Cristina y su hermana Graciela Susana (famosa por su trayectoria en Japón, país en el cual actualmente sigue trabajando y tiene más de 70 discos editados y 20 discos de oro por vender más de 4 millones de ejemplares) estudien música, inclinándose por el piano. Se recibe de Profesora de música pero su habilidad para el canto, con registro de soprano, vuelve a deslumbrar a sus padres quienes le proponen que aprenda canto. Con el tiempo, ambas hermanas se presentan como dúo en varios concursos y logran ganar en la radio un concurso de jóvenes talentos. Entonces con mucha más experiencia se presentan en un programa de televisión donde también ganan. En ese momento, toman la decisión de explorar el mundo de la música, sin saber qué futuro les depararía la misma. Fallece el 5 de junio de 1986 en un accidente automovilístico.

## Martín Hugo López
Nacido el 9 de febrero de 1934, en la provincia de Córdoba (Argentina). Era el mayor de 4 hermanos. Siempre de buen humor, con espíritu inquieto y soñador, decide aprender a tocar la guitarra, para disfrutar de la compañía de sus amigos. Al pasar el tiempo integra el grupo de chamamé Santa María, con él recorre varios escenarios conociendo así todo el país. Pudo comprobar que no se había equivocado de profesión ya que seguía disfrutando de la compañía de nuevas amistades. Como bailarín, recorrió el mundo con Antonio Barcelo y un grupo de profesores de la Escuela Nacional de Danzas. Se quedó en el Viejo Mundo para cantar y guitarrear. Al volver fue guitarrista de Julio Molina Cabral, tocó con Waldo Belloso y José María de Hoyos. 
La cantante Margarita Palacios le propone incluirlo en su grupo y en su peña, dándose así, una amistad por muchos años. Conoce en ese mismo lugar a un dúo que venía de ser revelación en varios escenarios: Cristina y Graciela Susana. El impacto que se produjo en los tres fue tan grande que decidieron unirse y formar el trío "Los Cautivos" dando comienzo así, sin querer, a Graciela Susana como cantante de tangos y al Dúo Cristina y Hugo en folclore Argentino y Latinoamericano. 
Ya como marido y mujer, obtuvieron el 1.er premio como revelación en el festival de Baradero en el año 1969. En diciembre del mismo año llegaron al festival de Posadas dejando su sello. En Cosquín ’70 renuncian al 1.er premio de la OEA a valores nuevos debido a rumores de que obtendrían el premio mediante presiones, ya que su representante era el concesionario de los furgones oficiales del festival. Esa susceptibilidad habla de su bonhomía, códigos y valores con los que se manejaron en su encumbrada carrera. Recorrieron Japón, Sudáfrica, Israel, EE. UU. y México con una responsabilidad digna del más sincero de los aplausos. Entre sus éxitos más recordados se encuentran, “Padre Inca”, “Palmeras”, “Canción del derrumbe del Indio”, y muchas más sobresaliendo la canción tema de la película infantil Trapito de la cual Cristina hace un himno infantil. El matrimonio fallece el 5 de junio de 1986, en un trágico accidente automovilístico.

## Discografía oficial
Cristina y Hugo
- 1970 Cosquín Incaico

- 1970 Himno al sol

- 1972 Argentina canta así

- 1972 Folclore para todos

- 1974 Padre Inca

- 1974 El Cóndor Pasa

- 1975 Canción del Derrumbe Indio

- 1977 Alma del pueblo Andino

Cristina (solista)
- 1982-1983 Cristina / El Amor es Colibrí

- 1984 Cristina / Por esa Piel

Recopilaciones y Ediciones fuera de Argentina:
- 1974 Folclore Best (Editado en Japón)

- 1974 1975 Cristina y Hugo Best (Editado en Japón)

- 1975 Cristina y Hugo El Cóndor Pasa (Álbum doble en vivo)

- 1975 Cristina y Hugo Best Canción del Derrumbe Indio (Editado en Japón)

- 1976 Cristina y Hugo ( Editado en Japón )

- 1977 A la Manera de Cristina y Hugo (Grabado en vivo en Tokio)

- 1978 Después de la Tristeza (En vivo en Japón)

- 1978 Cristina y Hugo / En vivo en Japón

- 1980 Cristina y Hugo / Folclore Best (Editado en Japón)

- ???? Quiero (Editado en Japón)

- ???? Palmeras

- 1988 Cristina y Hugo Best 20 (Editado en Japón)

- 2002 Cristina y Hugo Best Selections Phillips UICY-8034

Varios
- 1974 Navidad en Verano

- 1974 Argentina canta así

Intervenciones en CINE
- 1975 Música de la Banda Original de la película "Trapito".

Nota: sus discos no han sido reeditados en América Latina solo en Japón
- Datos: Q5816006